# Komitat Somogy
Das Komitat Somogy [ˈʃomoɟ] (ungarisch Somogy vármegye, deutsch veraltet Schomodei) ist ein Verwaltungsbezirk im Südwesten Ungarns. Es hat eine Fläche von 6.065,06 km² und 292.691 Einwohner (Stand 2024). Der Komitatssitz ist Kaposvár, weitere wichtige Städte sind Siófok und Marcali.
Das Komitat grenzt an Kroatien sowie an die Komitate Zala, Veszprém, Fejér, Tolna und Baranya.

## Geographie
Die Gegend ist größtenteils hügelig. Die Südgrenze zu Kroatien bildet die Drau, die der einzig nennenswerte Fluss ist. Im Norden grenzt das Komitat an den Plattensee.
| Zala | Veszprém                                    | Fejér   |
|      | Kompassrose, die auf Nachbargemeinden zeigt | Tolna   |
|      |                                             | Baranya |

## Gliederung
Durch die Regierungsverordnung Nr. 218/2012 vom 13. August 2012 wurden zum 1. Januar 2013 die statistischen Kleinregionen (ungarisch kistérség) abgeschafft und durch eine annähernd gleiche Anzahl von Kreisen (ungarisch járás) ersetzt. Die Kleingebiete blieben für Planung und Statistikzwecke noch eine Zeitlang erhalten, wurden dann aber am 25. Februar 2014 endgültig abgeschafft. Bis zur Auflösung gab es elf Kleingebiete im Komitat. Vier Verwaltungseinheiten blieben während der Reform in ihren Grenzen unverändert (Barcs, Csurgó, Nagyatád und Tab).

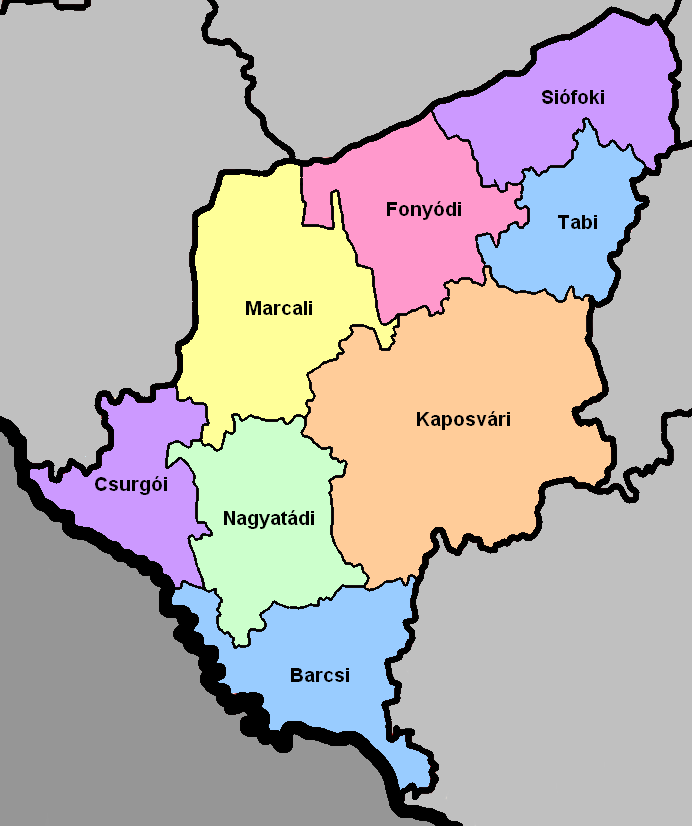
Kreise im Komitat Somogy

### Ehemalige Einteilung
Bis Ende 2012 existierten folgende 11 Kleingebiete im Komitat Somogy:
| Code | Kleingebiet    | Verwaltungssitz | Einwohner (31. Dezember 2012) | Fläche in km² | Anzahl der Gemeinden | davon Städte |
| ---- | -------------- | --------------- | ----------------------------- | ------------- | -------------------- | ------------ |
| 4401 | Barcs          | Barcs           | 23.817                        | 696,47        | 26                   | 1            |
| 4402 | Csurgó         | Csurgó          | 16.807                        | 496,19        | 18                   | 1            |
| 4403 | Fonyód         | Fonyód          | 23.616                        | 372,82        | 11                   | 3            |
| 4404 | Kaposvár       | Kaposvár        | 97.040                        | 1041,14       | 54                   | 2            |
| 4405 | Lengyeltóti    | Lengyeltóti     | 10.983                        | 272,62        | 10                   | 1            |
| 4406 | Marcali        | Marcali         | 35.301                        | 922,5         | 38                   | 1            |
| 4407 | Nagyatád       | Nagyatád        | 26.100                        | 647,07        | 18                   | 1            |
| 4408 | Siófok         | Siófok          | 39.091                        | 386.11        | 11                   | 2            |
| 4409 | Tab            | Tab             | 12.786                        | 427,24        | 24                   | 1            |
| 4410 | Balatonföldvár | Balatonföldvár  | 11.475                        | 241,73        | 13                   | 1            |
| 4411 | Kadarkút       | Kadarkút        | 19.885                        | 531,96        | 23                   | 2            |

### Aktuelle Einteilung
Das Komitat Somogy gliedert sich in 8 Kreise (ungarisch járás) mit 246 Ortschaften:

die Stadt Kaposvár mit Komitatsrecht (ungarisch Megyei jogú város), 15 Städte ohne Komitatsrecht (ungarisch város), 2 Großgemeinden (ungarisch nagyközség) und 228 Gemeinden (ungarisch község).
| Ortschaftstyp             | Anzahl | Fläche (in km²) | Fläche (in km²) | Fläche (in km²) | Bevölkerung am 1. Januar 2016 | Bevölkerung am 1. Januar 2016 | Bevölkerung am 1. Januar 2016 | Bevölkerungs- dichte (Ew/km²) |
| Ortschaftstyp             | Anzahl | absolut         | anteilig        | im Durchschnitt | absolut                       | anteilig                      | im Durchschnitt               | Bevölkerungs- dichte (Ew/km²) |
| ------------------------- | ------ | --------------- | --------------- | --------------- | ----------------------------- | ----------------------------- | ----------------------------- | ----------------------------- |
| Stadt mit Komitatsrecht   | 1      | 113,59          | 1,87 %          |                 | 63.186                        | 20,44 %                       |                               | 556,3                         |
| Städte ohne Komitatsrecht | 15     | 920,56          | 15,18 %         | 61,37           | 97.346                        | 31,49 %                       | 6.489,73                      | 105,7                         |
| Großgemeinden             | 2      | 83,89           | 1,38 %          | 41,95           | 4.510                         | 1,46 %                        | 2.255,00                      | 53,8                          |
| Gemeinden                 | 228    | 4.947,02        | 81,57 %         | 21,70           | 144.073                       | 46,61 %                       | 631,90                        | 29,1                          |
| Komitat Somogy gesamt     | 246    | 6.065,06        |                 | 24,65           | 309.115                       |                               | 1.256,57                      | 51,0                          |

Die derzeitigen Kreise sind:
| Code | Kreis    | Kreissitz | Einwohner (1. Januar 2013) | Fläche in km² | Anzahl der Gemeinden | davon Städte |
| ---- | -------- | --------- | -------------------------- | ------------- | -------------------- | ------------ |
| 140  | Barcs    | Barcs     | 23.817                     | 696,47        | 26                   | 1            |
| 141  | Csurgó   | Csurgó    | 16.807                     | 496,19        | 18                   | 1            |
| 142  | Fonyód   | Fonyód    | 34.599                     | 645,44        | 21                   | 4            |
| 143  | Kaposvár | Kaposvár  | 117.492                    | 1591,36       | 78                   | 4            |
| 144  | Marcali  | Marcali   | 34.734                     | 904,24        | 37                   | 1            |
| 145  | Nagyatád | Nagyatád  | 26.100                     | 647,07        | 18                   | 1            |
| 146  | Siófok   | Siófok    | 51.761                     | 657,05        | 24                   | 3            |
| 147  | Tab      | Tab       | 12.786                     | 427,24        | 24                   | 1            |

Zu Jahresbeginn 2013 wechselte die Ortschaft Balatonvilágos aus dem Kleingebiet Balatonalmádi im Komitat Veszprém in den Kreis Siófok im Komitat Somogy.

### Größte Städte und Gemeinden
| Stadt           | Einwohner (1. Januar 2016) | Stadt            | Einwohner (1. Januar 2016) |
| --------------- | -------------------------- | ---------------- | -------------------------- |
| Kaposvár 1      | 63.186                     | Lengyeltóti 1    | 2.952                      |
| Siófok 1        | 25.364                     | Balatonszabadi 2 | 2.951                      |
| Marcali 1       | 11.352                     | Berzence 3       | 2.549                      |
| Barcs 1         | 10.698                     | Segesd 2         | 2.453                      |
| Nagyatád 1      | 10.468                     | Kaposmérő 2      | 2.427                      |
| Balatonboglár 1 | 5.673                      | Zamárdi 1        | 2.422                      |
| Balatonlelle 1  | 5.235                      | Kadarkút 1       | 2.418                      |
| Csurgó 1        | 4.932                      | Kéthely 2        | 2.280                      |
| Fonyód 1        | 4.745                      | Böhönye 2        | 2.254                      |
| Tab 1           | 4.301                      | Balatonföldvár 1 | 2.150                      |
| Nagybajom 1     | 3.309                      | Ádánd 2          | 2.112                      |

1 Stadt (város)

2 Gemeinde (község)

3 Großgemeinde (nagyközség)

## Bevölkerungsentwicklung

### Bevölkerungsentwicklung des Komitats
Fettgesetzte Datumsangaben sind Volkszählungsergebnisse.
| Datum       | Einwohnerzahl | Datum      | Einwohnerzahl |
| ----------- | ------------- | ---------- | ------------- |
| 01.01.19601 | 368.183       | 01.01.2007 | 329.722       |
| 01.01.1970  | 357.009       | 01.01.2008 | 326.238       |
| 01.01.1980  | 360.270       | 01.01.2009 | 323.389       |
| 01.01.1990  | 344.708       | 01.01.2010 | 321.764       |
| 01.01.2001  | 339.142       | 01.01.2011 | 319.120       |
| 01.02.2001  | 335.237       | 01.10.2011 | 316.137       |
| 01.01.2002  | 337.992       | 01.01.2012 | 320.006       |
| 01.01.2003  | 336.905       | 01.01.2013 | 318.096       |
| 01.01.2004  | 335.282       | 01.01.2014 | 315.512       |
| 01.01.2005  | 333.017       | 01.01.2015 | 312.084       |
| 01.01.2006  | 330.634       | 01.01.2016 | 309.115       |

11960: Anwesende Bevölkerung; sonst Wohnbevölkerung

### Bevölkerungsentwicklung der Kreise
Für alle Kreise ist eine negative Bevölkerungsbilanz ersichtlich.
| Kreisname      | Bevölkerungsstand am 1. Januar | Bevölkerungsstand am 1. Januar | Bevölkerungsstand am 1. Januar | Bevölkerungsstand am 1. Januar |
| Kreisname      | 2013                           | 2014                           | 2015                           | 2016                           |
| -------------- | ------------------------------ | ------------------------------ | ------------------------------ | ------------------------------ |
| Barcs          | 23.817                         | 23.596                         | 23.262                         | 22.868                         |
| Csurgó         | 16.807                         | 16.485                         | 16.377                         | 16.199                         |
| Fonyód         | 34.599                         | 34.222                         | 33.935                         | 33.593                         |
| Kaposvár       | 117.492                        | 116.547                        | 115.017                        | 113.886                        |
| Marcali        | 34.734                         | 34.620                         | 34.085                         | 33.750                         |
| Nagyatád       | 26.100                         | 25.833                         | 25.542                         | 25.282                         |
| Siófok         | 51.761                         | 51.544                         | 51.369                         | 51.222                         |
| Tab            | 12.786                         | 12.665                         | 12.497                         | 12.315                         |
| Komitat Somogy | 318.096                        | 315.512                        | 312.084                        | 309.115                        |

## Politik
Bei den Kommunalwahlen im Jahr 2019 und im Jahr 2024 waren die Ergebnisse im Komitat Somogy wie folgt:
| Kommunalwahl | Fidesz-KDNP | SE      | Jobbik  | DK     | MM     | MSZP   | MHM     | Parteilose |
| ------------ | ----------- | ------- | ------- | ------ | ------ | ------ | ------- | ---------- |
| Stimmen 2019 | 52,93 %     | 15,99 % | 11,74 % | 8,98 % | 6,56 % | 3,80 % |         |            |
| Stimmen 2024 | 52,22 %     | 8,98 %  |         | 8,56 % |        |        | 10,36 % | 19,88 %    |

Sitzverteilung 2019
- Fidesz-KDNP: 9 Sitze
- SE: 2 Sitze
- Jobbik: 2 Sitze
- DK: 1 Sitz
- MM: 1 Sitz
- MSZP: 0 Sitze

Sitzverteilung 2024
- Fidesz-KDNP: 9 Sitze
- Parteilose: 3 Sitze
- MHM: 1 Sitz
- SE: 1 Sitz
- DK: 1 Sitz

## Geschichte und Kultur

### Museen
Die staatliche Direktion der Museen des Komitats Somogy ist Träger von vier Komitatsmuseen. Komitatssitz ist die Stadt Kaposvár.
| - Balatonboglár, Fischl-Haus - Balatonlelle, Kapoli-Museum und Galerie - Balatonszemes, Postmuseum* - Balatonszemes, Zoltán-Latinovits-Gedenkmuseum - Barcs, Dráva-Museum - Bárdudvarnok, Gosztonyi-Villa - Buzsák, Dorfmuseum - Csurgó, Stadtmuseum (Városi Múzeum) - Fonyód, Stadtmuseum (Városi Múzeum) - Gölle, István-Fekete-Gedenkmuseum (Emlékmúzeum) - Kaposvár, József-Rippl-Rónai-Museum* | - Kaposvár, József Rippl-Rónai-Gedenkmuseum* (Emlékmúzeum) - Kaposvár, János-Vaszary-Museum - Kaposvár, Sportmuseum - Kaposvár, Mineraliensammlung* - Karád, Dorfmuseum (Falumúzeum) - Marcali, József-Lengyel-Heimatmuseum - Nagybajom, István-Sárközy-Museum - Nagyatád, Stadtmuseum (Városi Múzeum) - Nikla, Dániel-Berzsenyi-Gedenkmuseum (Emlékmúzeum) - Siófok, Mineralienmuseum - Siófok, Eiermuseum (Tojás Múzeum) | - Siófok, Imre-Kálmán-Museum - Somogyfajsz, Gießereimuseum - Somogytúr, Lajos-Kunffy-Gedenkmuseum (Emlékmúzeum) - Szántódpuszta, Heidemuseum - Szenna, Freilichtmuseum für Völkerkunde - Újvárfalva, Gáspár-Noszlopy-Gedenkmuseum (Emlékmúzeum) - Várda, Endre-Szász-Museum - Vörs, Feuerwehrmuseum - Zala, Mihály-Zichy-Gedenkmuseum (Emlékmúzeum) - Zamárdi, Dorfmuseum (Falumúzeum) |

* Komitatsmuseum

## Bildergalerie

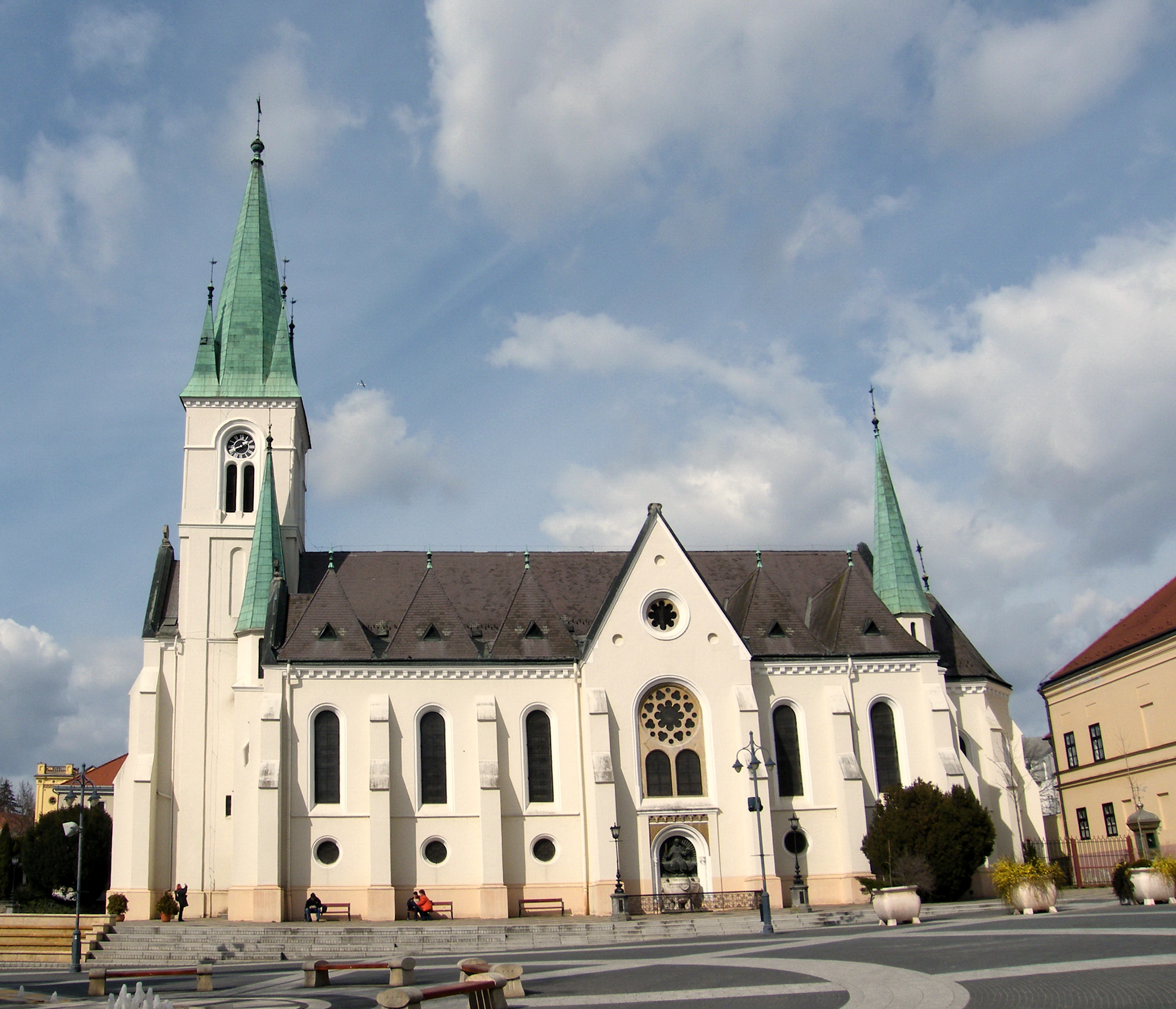
Kaposvár
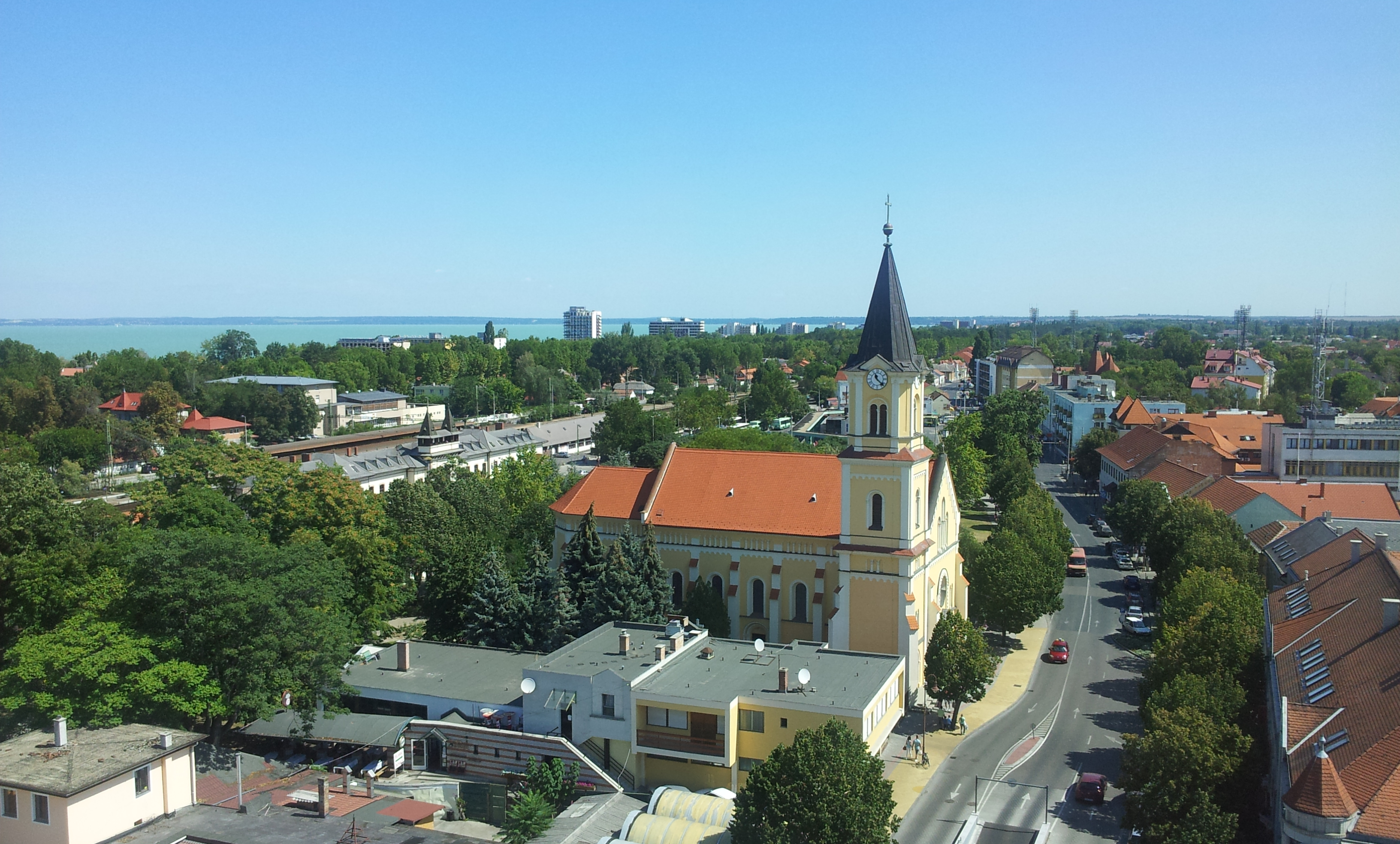
Siófok
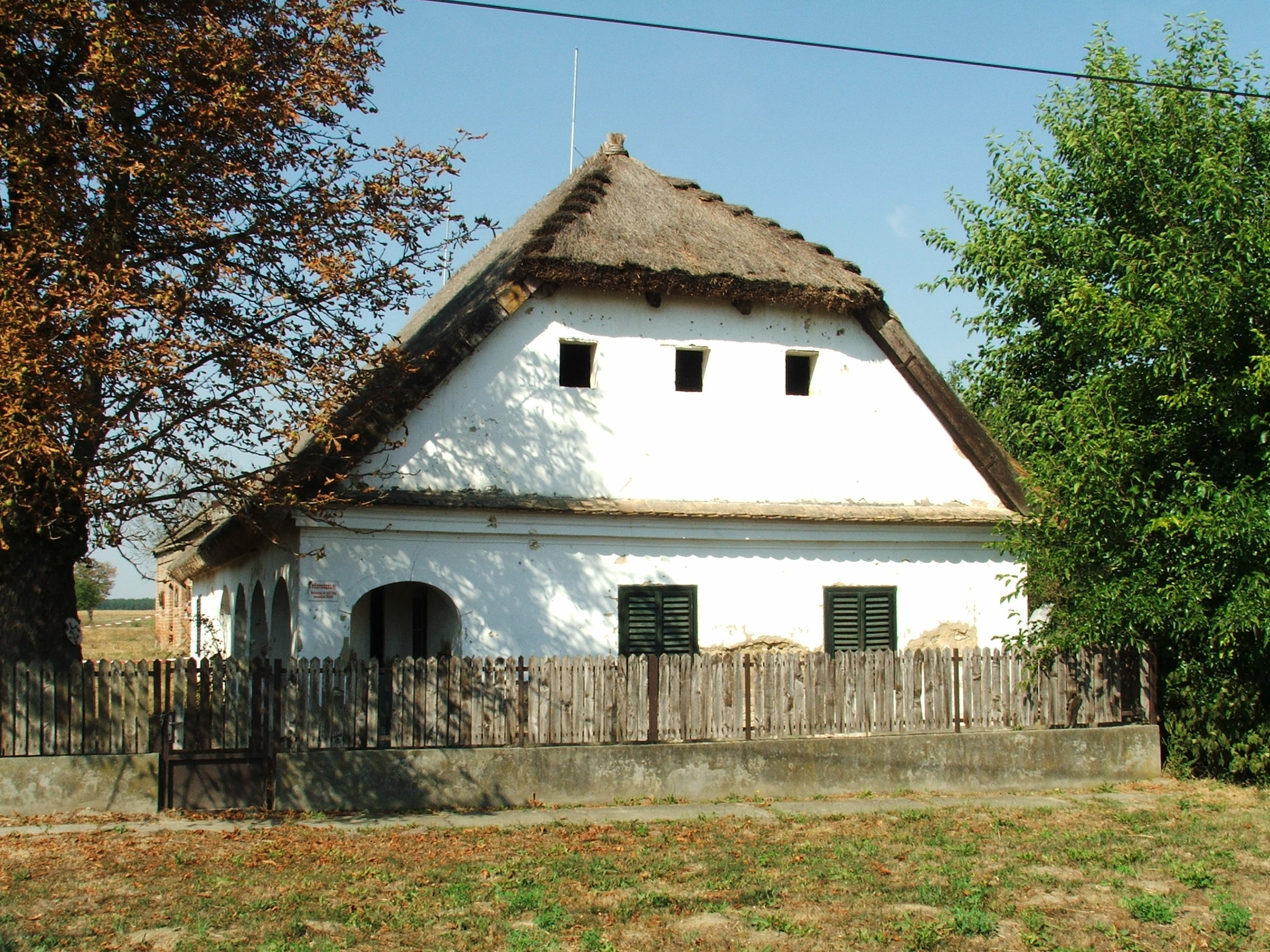
Istvándi
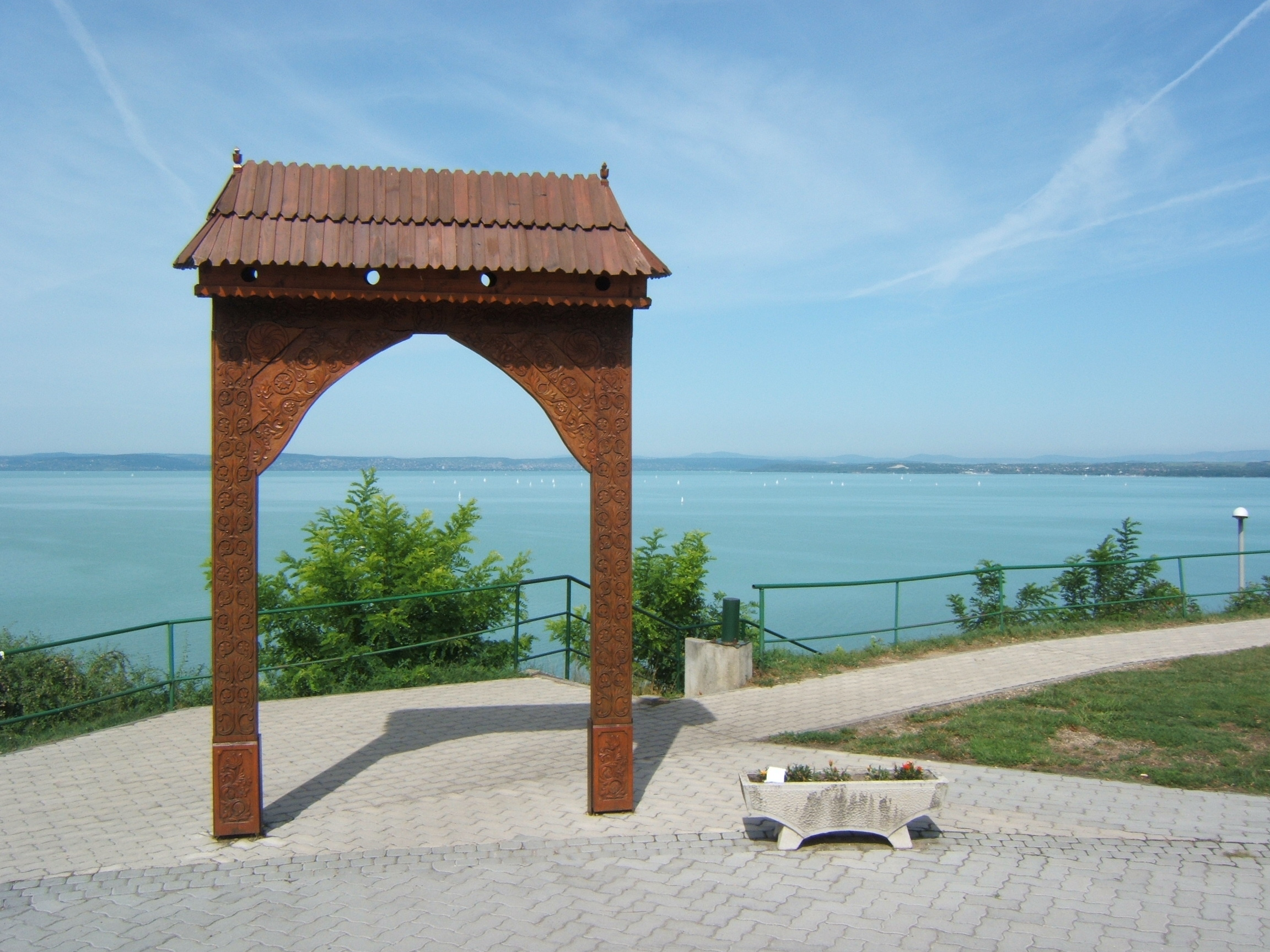
Balatonvilágos